# Credito Valtellinese
Credito Valtellinese, ou Creval, était une banque italienne cotée sur l'indice FTSE Italia Mid Cap de la Borsa Italiana où elle est présente depuis le 17 mars 1994. C'était une banque coopérative jusqu'en 2016, date à laquelle elle s'est transformée en société par actions. 

## Histoire
En octobre 2014, Credito Valtellinese a échoué avec 24 autres banques aux tests de résistances de la banque centrale européenne et de l'autorité bancaire européenne.
En novembre 2020, Crédit agricole Italia annonce l'acquisition de Credito Valtellinese pour 737 millions d'euros, plus permettant d'avoir une part de marché de 5 % en Italie, avant de monter cette offre à 855 millions d'euros.